# Haïku (album de Dionysos)
Albums de Dionysos
The Sun Is Blue Like the Eggs in Winter Western sous la neige
Singles
1. Coccinelle
Sortie : août 1999
2. 45 Tours
Sortie : 2000
3. Pyjama
Sortie : 2000

Haïku est le troisième album studio du groupe de rock français Dionysos, sorti le 7 septembre 1999.
Il est le premier album du groupe produit et distribué par un label (Tréma), ce qui permit au groupe de se faire connaitre auprès d'un plus large public notamment grâce au titre Coccinelle. Sur cet album, la langue française devient beaucoup plus importante : huit titres de l'album sont en français. Le titre Poe-m est une référence à Edgar Allan Poe et est le seul titre chanté par Babet.
Trois singles sont sortis pour cet album, Coccinelle sorti en août 1999, 45 tours sorti en 2000 et Pyjama sorti de même courant l'année 2000. 

## Titres de l'album
| No  | Titre                                               | Durée |
| --- | --------------------------------------------------- | ----- |
| 1.  | 45 tours                                            | 3.27  |
| 2.  | La Petite Princesse aux seins écrasés               | 3.03  |
| 3.  | Sick Philarmonic Body                               | 2.53  |
| 4.  | Nicholsong                                          | 1.56  |
| 5.  | Wedding Idea                                        | 1.12  |
| 6.  | Poissons=stickers                                   | 3.38  |
| 7.  | Pyjama                                              | 2.20  |
| 8.  | Asshole Car Orchestra                               | 3.04  |
| 9.  | Coccinelle                                          | 3.40  |
| 10. | Lune bulle et Only Knees                            | 3.24  |
| 11. | Mandarine                                           | 2.42  |
| 12. | Built for Myself                                    | 2.55  |
| 13. | Train à l'américaine                                | 3.16  |
| 14. | Poe-m (+ Ladybird + Mrs. Squeeze + Brilliant Sound) | 17.14 |

## Musiciens et instruments
Pour cet album, Mathias Malzieu joue  de la guitare acoustique, de l'harmonica et chante. Élisabet Ferrer (Babet), joue du violon, du clavier, du mélodica, du piano et participe aux chœurs. Michaël Ponton joue de la guitare électrique. Guillaume Garidel joue de la basse et du clavier. Éric Serra-Tosio joue de la batterie, des maracas et participe aux sons comme celui du pistolet laser. En dehors des musiciens habituels, on retrouve aussi Zoé Keating au violoncelle, Tony Cross au violon, et Dan Presley lui-même au clavier sur Sick Philarmonic Body.